# Aporia
Na filosofia, uma aporia (grego antigo: ᾰ̓πορῐ́ᾱ, romanizado: aporíā, literalmente: "falta de passagem", também: "impasse", "dificuldade de passagem", "perplexidade") é um enigma ou estado de perplexidade. Na retórica, é uma declaração de dúvida, feita para um propósito retórico e muitas vezes simulada. Ao estudo das aporias designa-se de aporética. 

## Mitologia
Na mitologia grega, Aporia, também conhecida por Amecania (em grego: Ἀμηχανία), era a daemon que personificava a impotência, a dificuldade, o desamparo e a falta de meios, sendo, portanto, odiada e marginalizada por todos os homens. Era companheira de Penia, a pobreza, e Ptoqueia, a mendicidade; suas daemones opostas eram Oporia, a fartura, Tique, a fortuna, e Eutenia, a prosperidade.

## Filosofia
Na filosofia, uma aporia é um enigma filosófico ou um impasse aparentemente irresolúvel em uma investigação, muitas vezes resultante de premissas igualmente plausíveis, mas inconsistentes, ou seja, um paradoxo. Também pode se referir ao estado de perplexidade ou confusão diante de tal enigma ou impasse. O conceito de aporia é encontrado principalmente na filosofia grega, mas também desempenha um papel significativo na filosofia pós-estruturalista, especialmente nos escritos de Jacques Derrida e Luce Irigaray, além de ter servido como um instrumento de investigação na filosofia analítica. 
Na Metafísica de Aristóteles, a aporia desempenha um papel em seu método de investigação. Em contraste com uma investigação racionalista que parte de princípios a priori, ou uma investigação empirista que parte de uma tabula rasa, Aristóteles inicia a Metafísica analisando as várias aporiai que existem, especialmente com base no que intrigou seus predecessores: "com vistas à ciência que buscamos [ou seja, metafísica], é necessário que revisemos, desde o início, as coisas sobre as quais precisamos ficar intrigados".. O Livro Dois da Metafísica é uma lista de aporias que ocupa o restante da obra. No pirronismo, a aporia é intencionalmente induzida como um meio de produzir ataraxia (tranquilidade mental). 
Estudos acadêmicos contemporâneos sobre o termo caracterizam ainda mais seu uso nos discursos filosóficos. Em "Aporia: Deliberações Racionais em face da Inconsistência (2009)", Nicholas Rescher examina os métodos pelos quais uma aporia, ou "aporia", é processada e resolvida intelectualmente. No Prefácio, Rescher identifica a obra como uma tentativa de "sintetizar e sistematizar um procedimento aporético para lidar com a sobrecarga de informações (ou 'dissonância cognitiva', como às vezes é chamado)". O texto também é útil ao fornecer uma definição mais precisa (embora especializada) do conceito: "qualquer situação cognitiva em que a ameaça de inconsistência nos confronta". 
Rescher introduz ainda seu estudo específico da aporia qualificando o termo como "um grupo de teses individualmente plausíveis, mas coletivamente incompatíveis", uma designação que ele ilustra com o seguinte silogismo ou "conjunto de contenções": 
1. O que a visão de nossos olhos nos diz deve ser acreditado.
2. A visão nos diz que o bastão está torto.
3. O que o tato de nossas mãos nos diz deve ser acreditado.
4. O tato nos diz que o bastão está reto. (2) [5]

A aporia, ou "aporia" desse silogismo reside no fato de que, embora cada uma dessas afirmações seja concebível individualmente, juntas elas são inconsistentes ou impossíveis (ou seja, constituem um paradoxo). O estudo de Rescher é indicativo da presença contínua de investigações acadêmicas sobre o conceito de aporia e, além disso, das tentativas contínuas dos estudiosos de traduzir a palavra e descrever seu significado moderno. 
Aristóteles definiu a aporia como uma “igualdade de conclusões contraditórias” (Tópicos, 6.145.16-20).
Na filosofia de Zenão de Eleia, por exemplo, podemos falar de aporias nos juízos sobre a impossibilidade do movimento. Mais tarde, designaram-se alguns diálogos platónicos como aporéticos, isto é, inconclusivos. 
Mais recentemente o termo vem sendo utilizado com frequência por autores do desconstrutivismo como  Derrida e Paul de Man, que, de alguma forma, são responsáveis pela sua utilização dentro da teoria literária do pós-estruturalismo. A aporia é identificada pela leitura desconstrutiva do texto, que terá como fim mostrar que o sentido nele inscrito atingirá invariavelmente o nível da indeterminação ou da indecidibilidade.
Uma aporia é um núcleo que cria uma tensão lógico-retórica que impede que o sentido de um texto se possa fixar. Um texto, por definição, conterá sempre aporias que servirão para mostrar que esse mesmo texto pode querer dizer algo que escapa a uma qualquer leitura convencional. Nem o texto nem o seu autor estão obrigados a ter conhecimento prévio ou consciência da presença de aporias. Compete ao leitor, pela desconstrução — se quiser-se, segundo os exemplos de Jacques Derrida e Paul de Man — identificar tais impasses. Os efeitos do que — na desconstrução de Derrida se chama différance — dependem da presença inquietante destas aporias.
A aporia é um conceito central na filosofia, especialmente em sua tradição clássica, mas também encontra ressonância em abordagens filosóficas mais recentes. O termo vem do grego antigo "ἀπορία" (aporia), que significa literalmente "sem passagem" ou "impasse". Em termos gerais, uma aporia refere-se a uma dificuldade, paradoxo ou incerteza em um argumento ou questão, onde parece não haver uma solução clara ou resposta satisfatória. Na filosofia clássica, Sócrates e Platão usavam a aporia como uma ferramenta metodológica. Nos diálogos socráticos, Sócrates frequentemente conduzia suas conversas a um ponto de aporia, onde tanto ele quanto seus interlocutores chegavam a uma espécie de impasse intelectual. O objetivo não era necessariamente encontrar uma solução imediata, mas revelar a complexidade de certos conceitos e incentivar uma reflexão mais profunda. 
Por exemplo, no diálogo "Mênon", Sócrates discute o conceito de virtude e, ao longo da conversa, eles chegam a um ponto em que não conseguem definir claramente o que é virtude. Esse estado de aporia faz com que os participantes reconheçam sua ignorância, o que, para Sócrates, é um primeiro passo essencial para a verdadeira sabedoria. A aporia, nesse contexto, não é um fracasso do pensamento, mas um momento de reconhecimento dos limites do conhecimento, levando à investigação filosófica contínua. 
Aristóteles, por outro lado, abordava as aporias como problemas filosóficos específicos que precisavam ser resolvidos. Em sua obra "Metafísica", ele usava o conceito de aporia para identificar dificuldades ou paradoxos em questões metafísicas, especialmente aquelas relacionadas a conceitos como substância, movimento e identidade. Para Aristóteles, a aporia não é o fim, mas um ponto de partida para resolver problemas filosóficos. 
Na filosofia contemporânea, o conceito de aporia continua sendo relevante, especialmente em tradições que exploram a desconstrução e os limites do sentido e da linguagem. Jacques Derrida, por exemplo, desenvolve uma visão complexa sobre a aporia, particularmente no contexto da desconstrução. Para Derrida, uma aporia representa não apenas um impasse conceitual, mas uma condição fundamental da própria linguagem e da experiência. Ele argumenta que conceitos centrais da filosofia ocidental, como justiça, hospitalidade ou responsabilidade, estão envoltos em aporias. Em seu texto "Aforismos sobre a Hospitalidade", Derrida explora a aporia da hospitalidade, onde a abertura total ao outro (o estrangeiro) parece se chocar com a necessidade de estabelecer limites e regras, gerando uma tensão insolúvel. Essa aporia, para Derrida, não é um problema a ser resolvido, mas uma característica intrínseca da condição humana e da estrutura da linguagem. 
Outro filósofo que explora o conceito de aporia é Emmanuel Lévinas, particularmente em seu trabalho sobre ética e alteridade. Lévinas sugere que o encontro com o outro (o rosto do outro) cria uma aporia, pois a ética exige uma responsabilidade infinita em relação ao outro, uma tarefa que ultrapassa a capacidade finita do indivíduo. Esse impasse entre a infinidade da obrigação ética e os limites da ação humana reflete uma aporia central em sua filosofia. A aporia, portanto, é um conceito que atravessa a história da filosofia, variando em função de contextos e escolas de pensamento. Na filosofia clássica, ela aparece como um impasse produtivo que convida à reflexão mais profunda. Já em abordagens mais contemporâneas, a aporia é muitas vezes vista como um traço essencial da linguagem, da ética ou da condição humana, sem a necessidade de resolução. 

## Retórica
A aporia é também um dispositivo retórico pelo qual o orador expressa uma dúvida — muitas vezes simulada — sobre sua posição ou pergunta retoricamente ao público como o orador deve proceder. Um dos objetivos da aporia pode ser desacreditar o oponente do orador. A aporia também é chamada de dubitatio - criar dúvida. Um exemplo mais simples de dubitatio na retórica é quando o orador finge estar em dúvida para envolver o público ou enfatizar um ponto. Por exemplo: "Não sei se devo rir ou chorar diante dessa situação." Nesse caso, o orador expressa uma dúvida aparente sobre como reagir, o que chama a atenção do público para a complexidade ou ironia da situação mencionada. 

## Ciência
Na ciência, aporias podem surgir como impasses ou paradoxos que revelam os limites do conhecimento ou os desafios de conciliar diferentes teorias ou observações. O famoso Paradoxo do Gato de Schrödinger é um exemplo de aporia no campo da mecânica quântica. Ele ilustra a dificuldade de interpretar o princípio da superposição quântica. Na experiência mental proposta por Erwin Schrödinger, um gato é colocado em uma caixa com um mecanismo que, dependendo do decaimento de uma partícula radioativa, pode ou não liberar veneno e matar o gato. De acordo com as leis da mecânica quântica, até que alguém observe a caixa, o gato está simultaneamente vivo e morto, uma superposição de estados que parece absurda quando aplicada ao mundo macroscópico.  
Essa situação cria uma aporia: como conciliar o comportamento paradoxal das partículas subatômicas, que podem existir em múltiplos estados ao mesmo tempo, com a realidade que observamos em nosso cotidiano, onde as coisas estão em estados definidos (um gato vivo ou morto)? A mecânica quântica não fornece uma solução clara e universalmente aceita para essa questão, e diferentes interpretações (como a interpretação de Copenhague, os muitos mundos, etc.) tentam lidar com esse impasse.  
O Paradoxo de Fermi lida com a aparente contradição entre a alta probabilidade de existência de civilizações extraterrestres inteligentes e a ausência de evidências ou contato com elas. Dada a imensidão do universo, com bilhões de estrelas e planetas em condições favoráveis à vida, seria razoável esperar que já tivéssemos detectado sinais de vida inteligente fora da Terra. No entanto, até o momento, não há evidências concretas. 
Essa aporia levanta uma série de questões sobre o entendimento de vida inteligente e os processos evolutivos no cosmos. Possíveis soluções incluem a hipótese do "Grande Filtro" (que sugere que há etapas extremamente difíceis na evolução da vida inteligente que poucas civilizações superam) ou a ideia de que civilizações avançadas podem estar deliberadamente evitando o contato. Nenhuma explicação, no entanto, resolve completamente o impasse, mantendo o paradoxo como uma questão em aberto. 
A matéria escura e a energia escura são dois dos maiores mistérios na cosmologia moderna e representam um tipo de aporia científica. Observações do comportamento de galáxias e da expansão acelerada do universo indicam que cerca de 85% da massa do universo é composta por matéria escura, que não emite, absorve ou reflete luz, e cerca de 70% do conteúdo energético do universo é energia escura, responsável pela aceleração da expansão. A aporia aqui reside no fato de que, embora esses conceitos sejam essenciais para as equações e observações cosmológicas, a natureza exata da matéria escura e da energia escura permanece completamente desconhecida. Elas são postuladas com base em efeitos observáveis (como a rotação de galáxias e a expansão do universo), mas ainda não foram detectadas diretamente nem explicadas satisfatoriamente por teorias físicas. Esse impasse desafia nossa compreensão fundamental da física. 
O problema da medição na mecânica quântica representa outra aporia. Em sistemas quânticos, uma partícula pode existir em uma superposição de estados (como no exemplo do Gato de Schrödinger). No entanto, quando um observador mede o sistema, essa superposição "colapsa" para um único estado definido. A aporia aqui é como e por que o colapso da função de onda ocorre apenas quando medimos o sistema. Esse problema se manifesta como um impasse sobre a relação entre o observador e o sistema observado. Diferentes interpretações da mecânica quântica, como a interpretação de Copenhague, a interpretação dos muitos mundos ou a teoria das variáveis ocultas, tentam resolver essa aporia, mas até o momento, nenhuma resposta é universalmente aceita. 
O Paradoxo dos Gêmeos, dentro da teoria da relatividade de Einstein, descreve uma situação em que um dos gêmeos faz uma viagem espacial em alta velocidade (próxima à velocidade da luz), enquanto o outro permanece na Terra. Quando o gêmeo viajante retorna, ele terá envelhecido menos do que o gêmeo que ficou na Terra, devido aos efeitos da dilatação temporal previstos pela relatividade especial. Esse paradoxo gera uma aporia em termos da nossa intuição sobre o tempo. Embora a relatividade especial forneça uma explicação matemática clara para o fenômeno, ele desafia profundamente nossa percepção cotidiana do tempo como algo absoluto e uniforme para todos os observadores. A dificuldade em conciliar essa relatividade do tempo com a nossa experiência comum cria um tipo de aporia filosófica e científica. 
Na física, as leis fundamentais (como as leis do movimento de Newton e as equações da mecânica quântica) são simétricas no tempo, o que significa que funcionam da mesma forma para frente e para trás no tempo. No entanto, no mundo macroscópico, percebemos uma clara assimetria temporal: o tempo parece "fluir" em uma direção, do passado para o futuro, com processos irreversíveis, como a quebra de um copo ou o aumento da entropia (segunda lei da termodinâmica). 

Essa diferença entre a simetria temporal nas leis fundamentais e a assimetria observada na vida cotidiana cria uma aporia. A questão de por que experimentamos o tempo como uma sequência unidirecional, quando as leis subjacentes da física não indicam essa direção, é um grande enigma. Este impasse entre a física e a experiência comum do tempo continua a ser um campo ativo de investigação tanto na física quanto na filosofia.  Esses exemplos mostram como a ciência, apesar de seus avanços significativos, muitas vezes se depara com aporias — situações em que há um impasse teórico ou empírico que desafia a compreensão completa. Esses impasses são, no entanto, parte do motor do progresso científico, já que estimulam novas teorias, experimentos e abordagens para tentar superá-los. 